# Большеголовки
Большеголовки (лат. Conopidae) — семейство двукрылых из подотряда короткоусых.

## Общая характеристика
У представителей этого семейства голова большая и вздутая (откуда название); усики обыкновенно довольно длинные; хоботок тонкий и длинный, с 2 щетинками; глаза голые, не примыкающие друг к другу; брюшко 6—7-члениковое, загнутое вниз; ноги длинные и сильные; крылья узкие. По общему виду большеголовки напоминают ос. Семейство большеголовок обитает во всех частях света и насчитывает 825 видов. В Палеарктике 170 видов, в России — 80. Ископаемые большеголовки известны с эоцена.

## Биология
Имаго — опылители растений. Они откладывают яйца или личинок (являясь в данном случае живородящими) в тело взрослых насекомых, преимущественно перепончатокрылых, где личинки паразитируют.

## Представители
Из европейских родов известен Conops, у которого усики значительно длиннее головы, хоботок перегнут один раз, глазки отсутствуют и тело почти голое; к этому роду относится Conops flavipes, чёрного цвета, с брюшком, имеющим 3 жёлтые перевязки, с жёлтыми ногами и буроватыми по переднему краю крыльями, повсюду часто встречающийся, в особенности на цветах мотыльковых.
Другой европейский род, Миопа (Муора), имеет короткие усики, дважды перегнутый хоботок, глазки и довольно толстые ноги; повсюду часто встречается, в особенности на цветах зонтичных, Муора testacea, ржавчинно-бурого цвета, с брюшком, имеющим серые пятна с буроватыми крыльями, длиной 5—10 мм.

## Значение в жизни человека
Опылители многих культурных растений. Однако есть и вредные виды, паразитирующие на медоносных пчёлах и пчёлах-мегахилах, являющихся важными опылителями.

## Классификация
В мировой фауне 831 видов из 52 родов. В Палеарктике 172 вида, в России около 80 видов. В ископаемом состоянии известно три вида: два из балтийского янтаря и один — из доминиканского. Семейство разделяют на 6 подсемейств:
- Conopinae Latreille, 1802
  - Conops Linnaeus, 1758
  - Physocephala Schiner, 1861
- Dalmanniinae Hendel, 1916
  - Baruerizodion Papavero, 1970
  - Dalmannia Robineau-Desvoidy, 1830
- Sicinae Zimina, 1960
  - Carbonosicus Zimina, 1958
  - Sicus Scopoli, 1763
- Myopinae Macquart, 1834
  - Myopa Fabricius, 1775
  - Myopotta Zimina, 1969
  - Thecophora Rondani, 1845
- Stylogastrinae Williston, 1885
  - Stylogaster Macquart, 1835
- Zodioninae Rondani, 1856
  - Zodion Latreille, 1796